# 貝絲·史密斯
貝絲·史密斯（英語：Beth Smith），原名貝絲·桑切斯（英語：Beth Sanchez）是一名登場於Adult Swim電視動畫《瑞克和莫蒂》的虛構角色，她是桑切斯與史密斯一家中的經濟支柱和地位最高的成員之一，也是在家中戰鬥能力僅次於父親瑞克的角色，她的職業是馬獸醫和自瑞克的第二代反抗軍領導人，她自幼即展現了其個性兇殘的一面，在第四季第十集以後，貝絲的形象分化為獸醫貝絲和太空貝絲兩位角色。

## 生平
貝絲現年34或35歲，是一為工作於St.Euius醫院的獸醫，她在劇中經常表現出對於自己生活的不滿。貝絲出生於1980年代，她自幼即展現了對於馬的喜愛，她在十五歲時被父親瑞克拋棄，因此也展現反社會人格，在她十七歲時意外懷下了女兒桑美，因此放棄了成為真正的外科醫生的夢想，在瑞克與莫蒂第四季大結局中揭露了她繼承了父親作為反抗星際聯邦武裝力量領導著的地位。

## 家庭
- 父親：瑞克·桑切斯，在20年前拋棄她，在瑞克到女兒女婿居住後，多次努力與挽回父親的關係，瑞克起初不以為意，但在關於貝絲的ABC一集後瑞克也逐漸對貝絲展露自己對她的父愛，第四季第十季裡，父女關係再度降為冰點。
- 母親：黛安娜，在劇中未明確交代其生死和真實姓名，按照第三季第一集中，桑切斯夫人被描述為英年早逝的金髮人物。
- 丈夫：杰瑞·史密斯
- 女兒：桑美·史密斯
- 兒子：莫蒂·史密斯
- 孫子：莫蒂二世

## 形象
在一般狀況下，貝絲是一位有黃色長髮的年輕女子，穿著一件紅色上衣和牛仔褲，第四季時出現的太空貝絲則穿著一件戰鬥服，並打扮成瑞克30多歲時的模樣。